# عزلة الاعمور (تعز)
عزلة الاعمور هي إحدى عزل مديرية التعزية في محافظة تعز اليمنية ويبلغ تعداد سكانها 16594 نسمة حسب التعداد السكاني في اليمن لعام 2004.